# Marian Przełęcki
Marian Przełęcki (ur. 17 maja 1923 w Katowicach, zm. 9 sierpnia 2013 w Otwocku) – polski logik i filozof.

## Życiorys
Podczas okupacji niemieckiej przebywał na terenie Generalnej Guberni i pracował w zakładach naprawy taboru kolejowego.
Po wojnie podjął studia filozoficzne na Uniwersytecie Łódzkim. Był uczniem Tadeusza Kotarbińskiego, Kazimierza Ajdukiewicza i Janiny Kotarbińskiej. Magisterium obronił w 1947 u Janiny Kotarbińskiej, u której został asystentem w kierowanej przez nią Katedrze Logiki. W latach 50. przeniósł się do Warszawy gdzie pracował równolegle na Uniwersytecie Warszawskim i w Polskiej Akademii Nauk. 19 stycznia 1955 został odznaczony Medalem 10-lecia Polski Ludowej. W 1957 otrzymał stopień kandydata nauk, na podstawie obronionej na UW pracy Pozaformalne kryteria poprawności definicji w naukach przyrodniczych. Habilitował się w 1961. Od 1971 był profesorem w Instytucie Filozofii Uniwersytetu Warszawskiego, od 1984 członkiem TNW, członkiem Międzynarodowego Instytutu Filozoficznego w Paryżu.
Był mężem Aleksandry z Napiórkowskich (1920–2005), córki Aleksandra i Alicji, profesor biochemii PAN. 
Zmarł 9 sierpnia 2013 w Otwocku, pochowany w kolumbarium na cmentarzu komunalnym Północnym w Warszawie (kwatera B-III-1-4-44).

## Główne prace i zbiory artykułów
- The Logic of Empirical Theories, Routledge & Kegan Paul, London 1969.
  - tłumaczenie Jolanta Ewa Jasińska, zmienione: Logika teorii empirycznych, PWN, Warszawa 1988, ISBN 83-01-08077-9.
- Chrześcijaństwo niewierzących, Czytelnik, Warszawa 1989, ISBN 83-07-01935-4.
  - przedruk całości [w:] Intuicje moralne, patrz niżej
- Studia z metodologii formalnej, numer specjalny Filozofii Nauki, 2-3/1993, ISSN 1230-6894.
- Festschrift: Mieczysław Omyła (red.), Nauka i język, Wydział Filozofii i Socjologii UW, Polskie Towarzystwo Semiotyczne, Warszawa 1994, ISBN 83-85372-22-9.
- Poza granicami nauki. Z semantyki poznania pozanaukowego, Polskie Towarzystwo Semiotyczne, Warszawa 1996 ISBN 83-85372-29-6.
- Lektury platońskie, Wydział Filozofii i Socjologii Uniwersytetu Warszawskiego, Warszawa 2000, ISBN 83-87963-07-0.
- O rozumności i dobroci. Propozycje i morały, Wydawnictwo Naukowe Semper, Warszawa 2002, ISBN 83-89100-15-0.
- Sens i prawda w etyce, Polskie Towarzystwo Semiotyczne, Warszawa 2004, ISBN 83-85372-38-5.
- Intuicje moralne, Wydawnictwo Naukowe Semper, Warszawa 2005, ISBN 83-89100-82-7.
- Horyzonty metafizyki, Wydawnictwo Naukowe Semper, Warszawa 2007, ISBN 978-83-7507-005-7, Format B5, s. 216, bibliografia, 5 fotografii, indeks nazwisk, oprawa twarda.
- Within and beyond the Limits of Science. Logical Studies of Scientific and Philosophical Knowledge., Edited by Jacek Jadacki, Wydawnictwo Naukowe Semper, Warszawa 2010, ISBN 978-83-7507-111-5, Format B5, s. 292, bibliografia, indeks.
- (Z Anną Brożek i Jackiem Jadackim) W poszukiwaniu najwyższych wartości, Warszawa 2011.